# Hawker Hunter
Hawker Hunter là một loại máy bay tiêm kích phản lực cận âm của Anh được phát triển vào thập niên 1950. Phiên bản Hunter một chỗ được đưa vào trang bị với vai trò tiêm kích, sau đó nó còn kiêm nhiệm các nhiệm vụ trinh sát và tiêm kích-bom trong nhiều cuộc xung đột. Các phiên bản hai chỗ được sử dụng làm máy bay huấn luyện cho Không quân Hoàng gia (RAF) và Hải quân Hoàng gia Anh (RN) cho đến đầu thập niên 1990. Hunter cũng được xuất khẩu rộng rãi tới 21 quốc gia; sau 50 năm kể từ khi được đưa vào sử dụng, hiện nay Không quân Liban vẫn đang sử dụng loại máy bay này.
Ngày 7/9/1953, mẫu thử đầu tiên được sửa đổi đã phá vỡ kỷ lục tốc độ bay thế giới, nó đạt vận tốc 727,63 mph (1.171,01 km/h). Hunter cũng được hai đội trình diễn hàng không của RAF sử dụng, đó là đội "Black Arrows" đã từng phá vỡ kỷ lục đội hình bay khi tạo đội hình có 22 chiếc và đội "Blue Diamonds" sử dụng 16 chiếc. Có 1.972 chiếc Hunter được Hawker Siddeley và các hãng khác chế tạo theo giấy phép. Trong quân đội Anh, nó bị Hawker Siddeley Harrier và McDonnell Douglas Phantom thay thế.

## Phát triển

### Bối cảnh

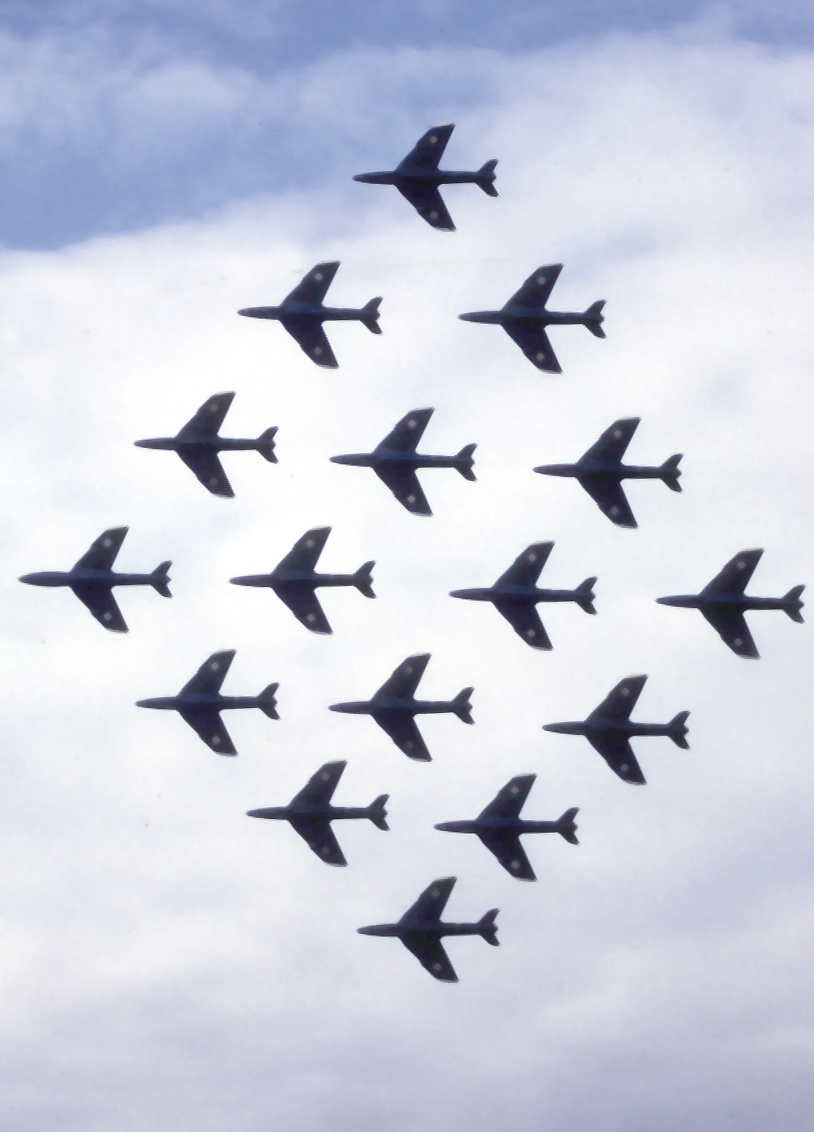
Hunter thuộc đội bay biểu diễn Black Arrows của RAF bay biểu diễn tại Triển lãm hàng không Farnborough, 1960.

Vào cuối Chiến tranh Thế giới II, động cơ phản lực xuất hiện và nó đã trở thành tương lai của việc phát triển máy bay tiêm kích. Rất nhiều công ty đã nhanh chóng đưa ra các thiết kế máy bay có sử dụng động cơ phản lực, trong đó có kỹ sư thiết kế trưởng của Hawker Aviation là Sydney Camm. Để tìm nguồn gốc của Hunter ta phải truy ngược lại về loại máy bay cánh thẳng trang bị cho tàu sân bay là Hawker Sea Hawk, loại máy bay này được chế tạo cho Không quân Hoàng gia hơn là cho Không quân Hải quân Hoàng gia; tuy nhiên mẫu trình diễn Hawker P.1040 không làm RAF quan tâm. Sea Hawk có cánh thẳng và trang bị động cơ tuabin Rolls-Royce Nene, những thứ này đã nhanh chóng trở nên lỗi thời.
Bộ Hàng không Anh đã ban hành Chỉ tiêu kỹ thuật E.38/46 nhằm tìm kiếm loại máy bay mới có hiệu năng tốt hơn và đáp ứng đầy đủ các nhu cầu của bộ. Sydney Camm đã thiết kế Hawker P.1052, về bản chất đây là biến thể của Sea Hawk với cánh xuôi sau 35 độ. Nó bay lần đầu năm 1948, P.1052 đã trình diễn hiệu năng tốt và tiến hành nhiều thử nghiệm trên tàu sân bay, nhưng nó lại không được phát triển thêm để có thể đưa vào sản xuất. Hawker đã đánh liệu chuyển đổi mẫu thử P.1052 thứ hai thành Hawker P.1081 có cánh đuôi xuôi sau, khung thân sửa đổi và họng xả động cơ ở phía sau. P.1081 bay lần đầu vào tháng 19/6/1950, nó đã thu hút sự chú ý từ Không quân Hoàng gia Australia (RAAF), nhưng việc phát triển thêm nữa đã bị đình trệ vì những khó khăn nảy sinh từ chế độ đốt tăng lực của động cơ. Mẫu thử duy nhất này bị phá hủy trong một tai nạn năm 1951.

### P.1067
Năm 1946, Bộ hàng không Anh ban hành Chỉ tiêu kỹ thuật F.43/46 về một mẫu máy bay tiêm kích đánh chặn ngày trang bị động cơ phản lực. Sydney Camm đã chuẩn bị một mẫu thiết kế máy bay tiêm kích cánh xuôi sau mới dự kiến trang bị động cơ tuabin phản lực Rolls-Royce Avon. Lợi thế chính của động cơ Avon so với động cơ Rolls-Royce Nene sử dụng trên Sea Hawk là máy nén khí dọc trục, giúp động cơ có đường kính nhỏ hơn và tạo lực đẩy lớn hơn; một động cơ Avon có thể tạo lực đẩy bằng 2 động cơ Rolls-Royce Derwent sử dụng trên loại máy bay Gloster Meteor. Vào tháng 3/1948, Bộ hàng không ban hành một Chỉ tiêu kỹ thuật F.3/48 sửa đổi, chỉ tiêu này đòi hỏi thiết kế phải có vận tốc 629 mph (1.010 km/h) trên độ cao 45.000 ft (13.700 m) và vận tốc leo cao lớn,, mang được 4 khẩu pháo 20 mm (0,79 in) hoặc hai khẩu pháo 30 mm (1,18 in) (chỉ tiêu trước yêu cầu súng có cỡ lớn. Mẫu thiết kế ban đầu có lỗi dẫn khí ở mũi và đuôi chữ T, sau đó đề án nhanh chóng được phát triển thành thiết kế có dạng tương tự Hunter. Lỗi dẫn khí được chuyển sang gốc cánh để có chỗ lắp vũ khí và radar ở mũi, thiết kế đuôi cũng được sửa đổi để tạo độ ổn định cân bằng cho máy bay.

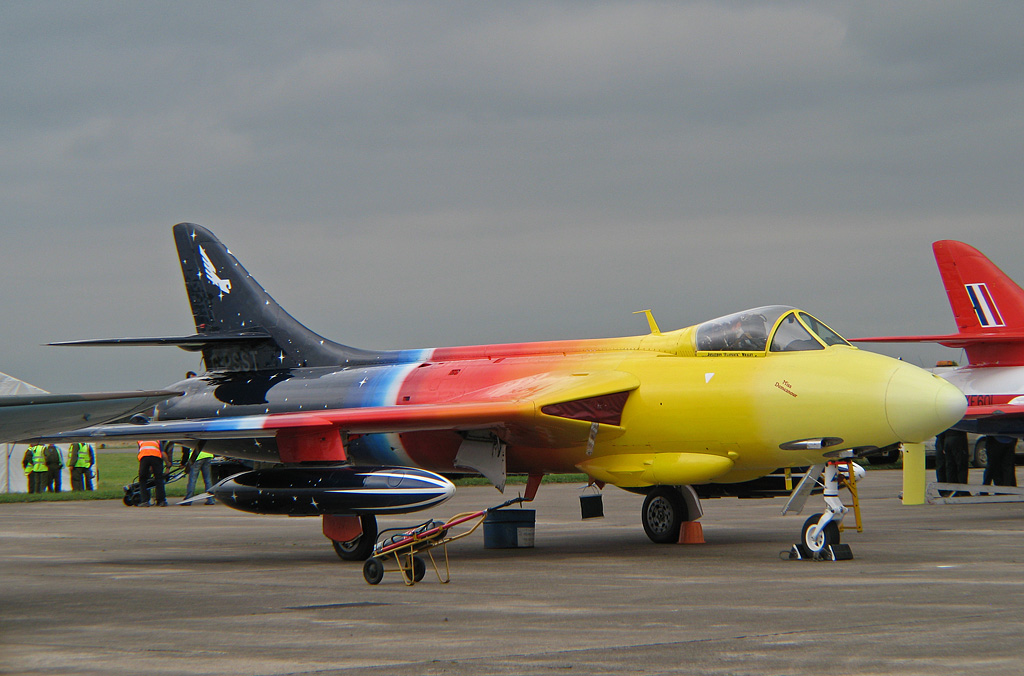
"Miss Demeanour" – một chiếc Hawker Hunter F.58A thuộc sở hữu tư nhân ở Anh.

P.1067 bay lần đầu vào ngày 20/7/1951 tại căn cứ RAF Boscombe Down, nó trang bị một động cơ Avon 103 tạo lực đẩy 6.500 lbf (28,91 kN). Mẫu thử thứ hai được lắp hệ thống điện tử, bay ngày 5/5/1952, sử dụng một động cơ tuabin phản lực Avon 107 tạo lực đẩy 7.550 lbf (33,58 kN). Để dự phòng với những vấn đề trong phát triển động cơ Avon, Hawker đã sửa đổi thiết kế để có thể lắp một động cơ tuabin Armstrong Siddeley Sapphire 101 có lực đẩy 8.000 lbf (35,59 kN). Mẫu thử thứ ba được trang bị 1 động cơ Sapphire bay ngày 30/11/1952.
Bộ vật tư đã ký hợp đồng chế tạo Hunter vào tháng 3/1950. Phiên bản Hunter F.1 trang bị động cơ tuabin Avon 113 lực đẩy 7.600 lbf (33,80 kN), bya ngày 16/3/1953. 20 chiếc máy bay đầu tiên thuộc lô tiền sản xuất có một số đặc điểm như blown flap và khung thân theo luật diện tích. Ngày 7/9/1953, chiếc Hunter Mk 3duy nhất (mẫu thử thứ nhất sửa đổi, có số seri WB 188) do Neville Duke điều khiển đã phá vỡ kỷ lục vận tốc bay thế giới, chiếc Hunter đạt vận tốc 727,63 mph (1,171.01 km/h) trên bầu trời Littlehampton. Kỷ lục được giữ trong 3 tuần trước khi bị phá vỡ bởi một chiếc Supermarine Swift của RAF do Michael Lithgow điều khiển vào ngày 25/9/1953.

## Thiết kế

### Tổng thể
Hunter có cấu trúc đơn thân thông thường, được làm hoàn toàn bằng kim loại. Phi công được trang bị ghế phóng Martin-Baker 2H hoặc 3H, ở phiên bản huấn luyện hai chỗ lại được trang bị ghế phóng Mk 4H. Phần thân phía sau của máy bay có thể tháo rời được để bảo trì động cơ. Lối dẫn không khí vào động cơ nằm ở gốc cánh, có dạng tam giác. Cánh xuôi sau góc 35°, cánh đuôi ngang cũng xuôi sau. Máy bay có một bộ phanh khí đặt ở ngay sau đoạn giữa của thân trên các phiên bản sản xuất.

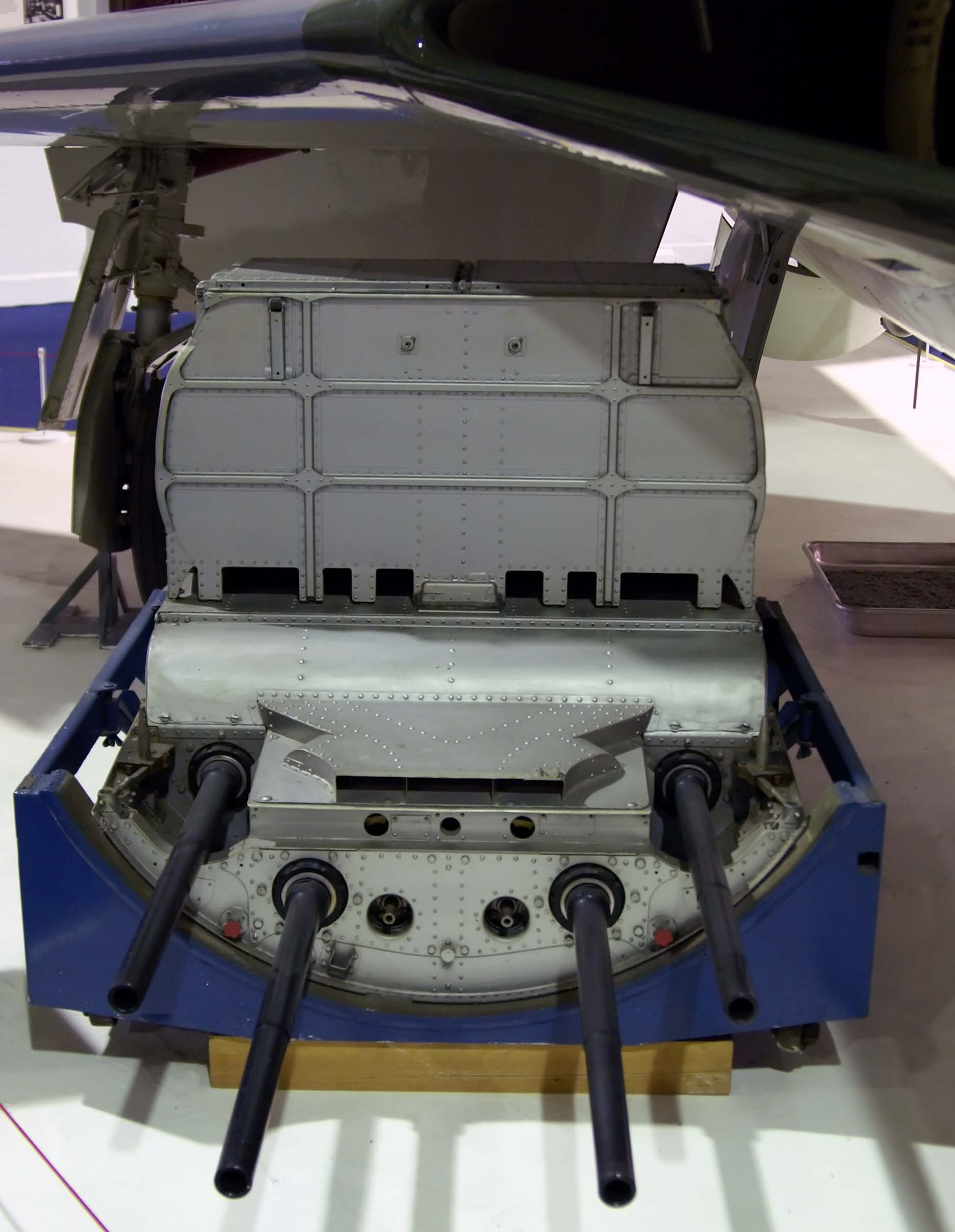
Cụm pháo ADEN 30 mm tháo rời của Hunter

Phiên bản chính của Hunter là FGA.9, các phiên bản xuất khẩu được chế tạo dựa chủ yếu vào phiên bản này. Dù Supermarine Swift bước đầu đã đạt được những thuận lợi về chính trị, nhưng Hunter lại chứng tỏ nó thành công nhiều hơn, nó có thời gian phục vụ dài do chi phí vận hành và bảo trì thấp. Hunter phục vụ cho RAF trên 30 năm, cuối năm 1996 vẫn còn hàng trăm chiếc Hunter vẫn còn hoạt động trên khắp thế giới.

### Vũ khí
Phiên bản tiêm kích một chỗ của Hunter được trang bị 4 pháo ADEN 30 mm, mỗi khẩu có 150 viên đạn. Pháo và đạn được đặt trong một cụm đơn có thể tháo rời được từ máy bay nhằm dễ dàng, thuận tiện hơn khi bảo trì và nạp đạn. Trong phiên bản hai chỗ hoặc mang 1 pháo ADEN hoặc mang 2 khẩu với thùng đạn tháo rời được, trong phiên bản xuất khẩu thường có 2 khẩu ADEN. Một radar đo cự ly đơn giản EKCO được lắp ở mũi. Các phiên bản sau của Hunter được lắp các thùng SNEB gắn ngoài mang đạn phản lực 68 mm (2,68 in), mỗi thùng có 18 quả đạn, những thùng đạn phản lực này giúp máy bay có khả năng tấn công các mục tiêu mặt đất.

### Động cơ

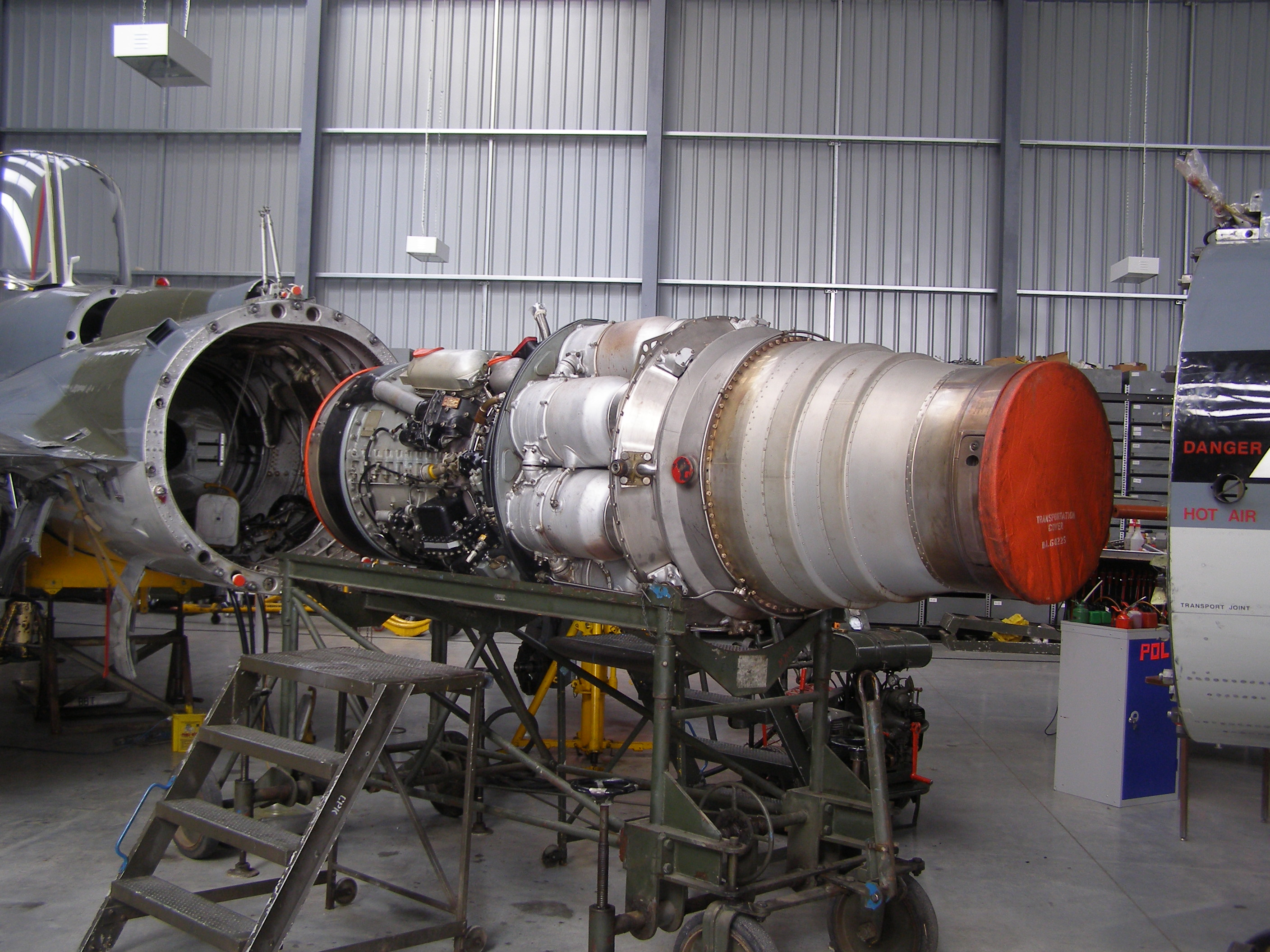
Phần thân phía sau có thể tháo rời được giúp bảo trì động cơ dễ dàng hơn

P.1067 bay lần đầu vào ngày 20/7/1951 từ căn cứ RAF Boscombe Down, nó sử dụng một động cơ Avon 103 có lực đẩy 6.500 lbf (28,91 kN) lấy từ một máy bay ném bom English Electric Canberra. Mẫu thử thứ hai lắp động cơ tuabin Avon 107 có lực đẩy 7.550 lbf (33,58 kN). Mẫu thử Hunter thứ ba lắp động cơ Armstrong Siddeley Sapphire 101 có lực đẩy 8.000 lbf (35,59 kN). Phiên bản sản xuất của Hunter được trang bị động cơ Avon hoặc Sapphire.
Lúc đầu khi Hunter được đưa vào trang bị, khả năng tăng tốc của động cơ Avon khá tồi, và hiện tượng hóc khí máy nén xảy ra khi pháo khai hỏa đôi khi dẫn tới cháy động cơ. Giải pháp đưa ra để khắc phục vấn đề này là giảm lượng nhiên liệu đưa vào động cơ khi pháo khai hỏa, giải pháp này có tên gọi là "fuel dipping". Mặc dù động cơ Sapphire khi bị các vấn đề phát hỏa như của Avon và tiết kiệm nhiên liệu hơn, nhưng những chiếc Hunter lắp động cơ Sapphire hay gặp phải các lỗi về động cơ. RAF đã chọn Avon để đơn giản hóa việc cung cấp phụ tùng và bảo trì, khi động cơ Avon được lắp trên các máy bay ném bom Canberra.
Để đáp ứng nhu cầu tăng lực đẩy trên loạt động cơ Avon 100 của RAF, hãng Rolls-Royce đã phát triển loạt động cơ Avon 200. Đây cũng là thiết kế mới hoàn toàn, được lắp máy nén khi mới để giải quyết hiện tượng trào nhiên liệu, có buồng đốt hình khuyên và hệ thống kiểm soát nhiên liệu cải tiến. Động cơ Avon 203 tạo lực đẩy lên tới 10.000 lbf (44,48 kN) và là động cơ được trang bị cho phiên bản Hunter F.6.

## Lịch sử hoạt động

### Không quân Hoàng gia Anh
Hunter F.1 được đưa vào trang bị của Không quân Hoàng gia vào tháng 7/1954. Nó là máy bay phản lực tốc độ cao đầu tiên lắp radar và được đưa vào trang bị rộng rãi. Hunter được sử dụng thay thế các loại máy bay tiêm kích phản lực đời đầu như Gloster Meteor, Canadair Sabre và de Havilland Venom. Ban đầu khả năng chứa nhiên liệu bên trong của Hunter bị hạn chế nên máy bay chỉ có thể bay liên tục trong khoảng 1 giờ. Một tai nạn bi thảm đã xảy ra vào ngày 8/2/1956, một phi đội gồm 8 chiếc Hunter do thời tiết xấu đã phải chuyển hướng tới một sân bay khác. 6 trong 8 chiếc đã bị hết nhiên liệu và rơi xuống đất làm chết 1 phi công.

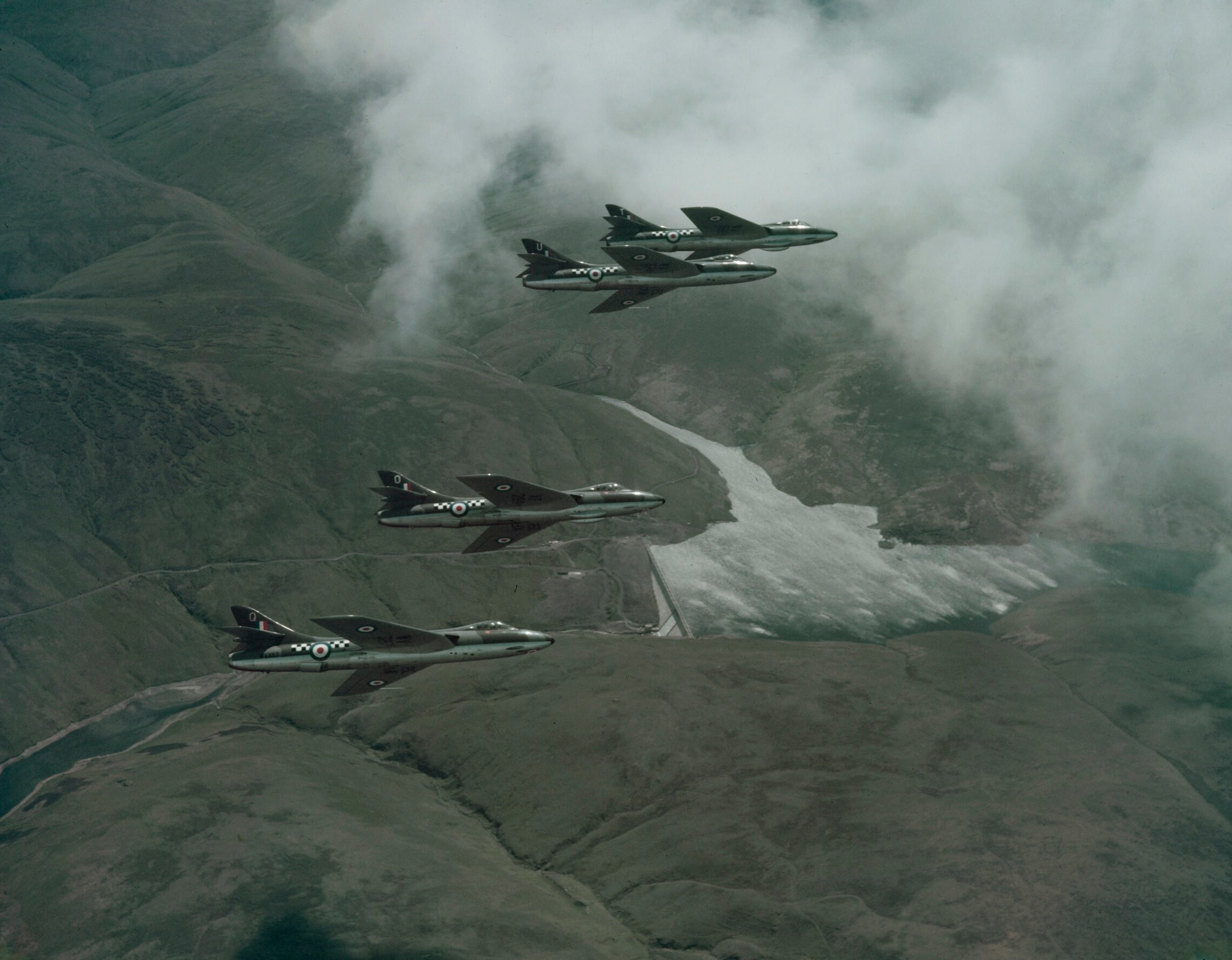
4 chiếc Hawker Hunter thuộc Phi đoàn 43

Một khó khăn khác gặp phải trong quá trình trang bị máy bay là hiện tượng hóc khí máy nén của động cơ Avon. Phiên bản F.2 sử dụng động cơ Armstrong-Siddeley Sapphire không gặp phải hiện tượng này. Các vấn đề khác cũng xảy ra như pháo khai hỏa cũng làm hư hại đến thân máy bay. Các phanh khí ở cánh tà rời cũng gây ra những thay đổi độ chênh ở cánh và ngay sau đó người ta đã phải dùng một phanh khi ở bụng. Như vậy phanh khí không được dùng để hạ cánh.
Để giải quyết vấn đề trên, Hunter F.1 được lắp cánh sửa đổi có thùng nhiên liệu ở mép trước cánh và các giá treo "ướt". Phiên bản sửa đổi Hunter F.4 bay lần đầu ngày 20/10/1954, đưa vào trang bị tháng 3/1955. Một tính năng đặc biệt của Hunter F.4 là thêm vào hai chỗ lồi dưới buồng lái để thu hồi dây đạn đã sử dụng chống gây hư hại cho khung máy bay. Tổ lái gọi nó là "Sabrina" theo tên ngôi sao điện ảnh thời đó. Phiên bản F.4 lắp động cơ Sapphire được định danh là F.5.
Sau đó RAF nhận Hunter được lắp động cơ Avon cải tiến. Động cơ Avon 203 tạo lực đẩy 10.000 lbf (44,48 kN) và được lắp cho chiếc Hunter mang số XF 833, đây cũng là chiếc Hunter F.6 đầu tiên. Một số sửa đổi khác trên F.6 gồm thay đổi bố trí thùng nhiên liệu, thùng nhiên liệu ở giữa thân được thay bằng thùng ở sau thân; cánh "Mod 228" có khấc gờ trước cánh kiểu "răng chó" để giảm vấn đề pitch-up (máy bay bị chúc mũi lên khi bay); có 4 giá treo "ướt", những sửa đổi này giúp máy bay có tầm bay tốt hơn. Hunter F.6 có tên định danh công ty là Hawker P.1099.
Trong cuộc Khủng hoảng Kênh đào Suez năm 1956, những chiếc Hunter thuộc các phi đoàn số 1 và số 34 đóng căn cứ tại RAF Akrotiri ở Cộng hòa Síp đã bay hộ tống các máy bay ném bom English Electric Canberra trong các nhiệm vụ tấn công vào Ai Cập. Hầu hết trong các cuộc xung đột Hunter thường tham gia và nhiệm vụ phòng không cục bộ do tầm bay kém.
Trong Cuộc bạo động Brunei năm 1962, Không quân Hoàng gia đã triển khai Hunter và Gloster Javelin ở Brunei nhằm hỗ trợ cho lực lượng mặt đất của Anh; Hunter đã thực hiện các vụ oanh tạc vào các mục tiêu mặt đất nhằm đe dọa và làm giảm tinh thần những người nổi dậy. Trong một sự kiện khi các con tin nước ngoài và người Brunei bị lực lượng nổi dậy giam giữ, Hunter đã bay trên bầu trời Limbang trong khi con tin được lực lượng thủy quân lục chiến hoàng gia thuộc Đội biệt kích 42 giải cứu trong một trận đụng độ ác liệt. Trong những năm tiếp theo của Cuộc đối đầu Borneo, Hunter được triển khai cùng với các máy bay khác của RAF tới Borneo và Malaya.

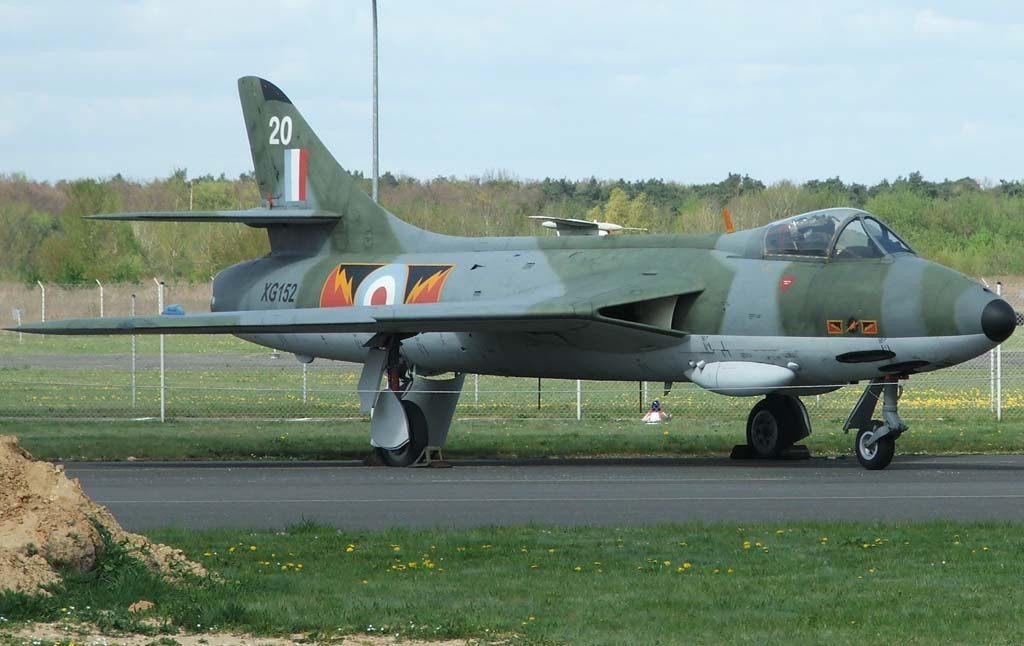
Hawker Hunter tại Bảo tàng Luftwaffe, Gatow-Berlin

RAF cho Hunter F.6 ngừng hoạt động trong vai trò tiêm kích ngày vào năm 1963, nó bị thay thế bằng các máy bay tiêm kích đánh chặn nhanh hơn là English Electric Lightning. Rất nhiều chiếc F.6 sau đó được sử dụng trong vai trò chi viện không quân trực tiếp (close air support), và nó được chuyển đổi thành biến thể FGA.9. FGA.9 phục vụ trong các phi đoàn tiền tuyến từ năm 1960 tới năm 1971, ngoài ra còn có phiên bản trinh sát chiến thuật là Hunter FR.10. Hunter cũng được trang bị cho hai đơn vị trình diễn máy bay của RAF là: "Black Arrows" thuộc Phi đoàn 111, đơn vị này đã lập kỷ lục khi thiết lập đội hình bay biểu diễn có 22 chiếc Hunter, và đơn vị "Blue Diamonds" thuộc Phi đoàn 92 sử dụng 16 chiếc Hunter.
Tại Aden vào tháng 5/1964, Hunter FGA.9 và FR.10 thuộc Phi đoàn 43 RAF và Phi đoàn 8 RAF đã được sử dụng trong Chiến dịch Radfan chống lại quân nổi dậy cố gắng lật đổ Liên bang Nam Ả rập. Lực lượng SAS thường yêu cầu các cuộc không kích cần độ chính xác cao và Hunter chủ yếu sử dụng đạn phản lực RP-3 và pháo ADEN 30 mm, Hunter đã chứng tỏ nó có thể là một loại máy bay cường kích. Cả hai phi đoàn tiếp tục các chiến dịch với Hunter cho đến khi Anh rút khỏi Aden vào tháng 11/1967.
Hunter thuộc các phi đoàn 63, 234 và 79 được dùng để huấn luyện các phi công nước ngoài và Khối Thịnh vượng chung Anh. Chúng vẫn tiếp tục hoạt động cho đến khi Hawk T.1 được đưa vào trang bị vào giữa thập niên 1970. Các phiên bản huấn luyện 2 chỗ của Hunter là T.7 và T.8 tiếp tục được dùng để huấn luyện cho RAF và Hải quân hoàng gia cho đến thập niên 1990. Sau khi loại Blackburn Buccaneer ngừng hoạt động thì các nhu cầu về loại máy bay huấn luyện Hunter cũng ngừng nên chúng cũng nghỉ hưu vào thập niên 1990.

### Không quân Ấn Độ
Ấn Độ đặt mua Hunter vào năm 1954, đây là một phần của thỏa thuận quân sự lớn với Anh, đặt mua 140 chiếc tiêm kích Hutner một chỗ; đồng thời với tuyên bố của Pakistan mua máy bay tiêm kích North American F-86 Sabre. Không quân Ấn Độ (IAF) là quốc gia đầu tiên sử dụng máy bay huấn luyện Hunter T.66, đặt mua vào năm 1957. Trong thập niên 1960 Pakistan đã nghiên cứu khả năng mua khoảng 40 chiếc English Electric Lightning, tuy nhiên Anh không nhiệt tình về các hợp đồng tiềm năng này vì những thiệt hại mà hợp đồng này có thể gây ra cho mối quan hệ giữa Anh-Ấn Độ, khi mà Anh đang chuẩn bị giao một số lượng lớn những chiếc Hunter cũ của RAF cho Ấn Độ.
Trong Chiến tranh Trung-Ấn năm 1962, khả năng kiểm soát không phận chiến trường vượt trội của Hunter trước những chiếc MiG của Trung Quốc đã giúp Ấn Độ có lợi thế chiến lược; và ngăn cản máy bay ném bom Ilyushin Il-4 tấn công các mục tiêu trong đất Ấn Độ. Hunter cũng đóng một vai trò quan trọng trong leo thang Chiến tranh Ấn Độ-Pakistan 1965; cùng với Gnat, Hunter là máy bay tiêm kích phòng không chính của Ấn Độ, thường xuyên tham gia cận chiến với F-86 Sabre của Pakistan. Trong cuộc chiến trên không, cả hai bên đã thực hiện hàng nghìn phi vụ mỗi tháng. Mặc dù giao tranh dữ dội, nhưng cuộc xung đột này vẫn đi vào bế tắc.
IAF đã sử dụng Hunter trong nhiều phi vụ khi Chiến tranh Ấn Độ-Pakistan 1971 nổ ra; lúc bắt đầu, Ấn Độ có 6 phi đoàn Hunter sẵn sàng chiến đấu. Sau cuộc chiến, Pakistan tuyên bố đã bắn hạ 32 chiếc Hunter của Ấn Độ. Bộ binh Pakistan và lực lượng cơ giới tấn công vào tiền đồn của quân Ấn Độ ở Longewala trong sự kiện được gọi là Trận Longewala. 6 chiếc Hunter của IAF đóng tại Căn cứ không quân Jaisalmer đã tấn công nhằm ngăn chặn các cuộc tấn công của Pakistan bằng các cuộc ném bom không ngừng nghỉ. Chúng tấn công các xe tăng, xe bọc thép chở quân và điểm hỏa lực súng máy của quân Pakistan; tạo ra một cảnh tượng hỗn loạn trên chiến trường, dẫn tới quân Pakistan phải rút lui. Hunter cũng được sử dụng để thực hiện các nhiệm vụ cường kích và oanh tạc vào Pakistan, như vụ ném bom nhà máy lọc dầu Attock để hạn chế nguồn cung nhiên liệu của Pakistan trong chiến tranh.
Hunter không được Ấn Độ sử dụng trong Chiến tranh Kargil năm 1999, đến năm 2001 chúng nghỉ hưu và bị thay thế bởi Sukhoi Su-30MKI.

### Không quân Thụy Sĩ
Không quân Thụy Sĩ thông qua hợp đồng mua Hawker Hunter năm 1961, phần lớn trong số đó là những máy bay cũ của RAF được tân trang và hiện đại hóa lại, số Hunter này được dùng để thay thế loại De Havilland Venom. Hunter được chọn sau khi việc xem xét mua Dassault Mirage III bị loại vì chi phí đắt đỏ và quản lý dự án kém. Một cuộc cạnh tranh thứ hai giữa Mirage III và LTV A-7 Corsair II đã kết thúc mà không có người chiến thắng, nên Hunter được mua thêm để đáp ứng nhu cầu.
Năm 1975, Thụy Sĩ lên kế hoạch thay thế Hunter đang phục vụ với vai trò không đối không bằng một loại máy bay tiêm kích hiện đại hơn là Northrop F-5E Tiger II. Hunter tiếp tục đóng vai trò quan trọng trong Không quân Thụy Sĩ; Hunter vẫn tiếp tục được dùng vào nhiệm vụ cường kích cho đến khi chính phủ Thụy Sĩ mua 32 chiếc McDonnell Douglas F/A-18 Hornet để thay thế vào cuối thập niên 1990. Đội trình diễn Patrouille Suisse của Không quân Thụy Sĩ từng sử dụng Hunter trong nhiều năm, hiện nay đội biểu diễn này đã chuyển sang dùng F-5.

### Không quân Cộng hòa Singapore
Singapore là một trong những quốc gia sử dụng nhiều Hunter, đơn đặt hàng đầu tiên là vào năm 1968 nhân đợt mở rộng lực lượng vũ trang; giao hàng bắt đầu năm 1971 và hoàn thành năm 1973. Vào thời điểm đó, cuộc tranh cãi quốc tế lớn nổ ra vì Anh (và sau này được tiết lộ là có sự dính dáng của Hoa Kỳ) từ chối bán Hunter cho láng giềng của Singapore là Malaysia, làm dấy lên lo ngại về một cuộc chạy đua vũ trang khu vực và cáo buộc thiên vị. Không quân Cộng hòa Singapore (RSAF) cuối cùng đã nhận được 46 chiếc Hunter tân trang lại để trang bị cho 2 phi đoàn.
Cuối thập niên 1970, các phi đội Hunter của Singapore được hãng Lockheed Aircraft Services Singapore (LASS) nâng cấp và sửa đổi, máy bay được thêm 3 giá treo dưới thân (gắn các tên lửa AIM-9 Sidewinder), tăng số giá treo lên bảy cái. Sau khi được nâng cấp chúng được đặt tên định danh là FGA.74S, FR.74S và T.75S. Đội biểu diễn hàng không RSAF Black Knights của Không quân Singapore sử dụng Hunter từ năm 1973 tới năm 1989.
Năm 1991, các phi đội máy bay chiến đấu của Singapore gồm General Dynamics F-16 Fighting Falcon, Northrop F-5 Tiger II, cũng như ST Aerospace A-4SU Super Skyhawk nâng cấp. Hunter vẫn hoạt động như đã lỗi thời. Hunter bị loại khỏi biên chế vào năm 1992, 21 chiếc còn lại được bán cho công ty sưu tập máy bay của Australia là Pacific Hunter Aviation Pty vào năm 1995.

### Các quốc gia khác

#### Châu Phi
Trong thập niên 1950, Không quân Hoàng gia Rhodesia là một quốc gia khách hàng quan trọng của Anh, Rhodesia không chỉ mua Hunter mà còn mua De Havilland Vampire và máy bay ném bom Canberra. Không quân Rhodesia sử dụng Hunter FGA.9 để chống lại quân nổi dậy ZANU/ZAPU vào cuối thập niên 1960 và trong suốt thập niên 1970, thỉnh thoảng Hunter FGA.9 tham gia vào các cuộc đột kích qua biên giới. Không quân Zimbabwe được thừa hưởng Hunter từ không quân Rhodesia, họ sử dụng Hunter để hỗ trợ cho Laurent Kabila trong Nội chiến Congo lần II, ngoài ra nó còn tham chiến ở Mozambique. Dưới chế độ Siad Barre ở Somalia, Hunter thường được các phi công cũ của không quân Rhodesia điều khiển, đã thực hiện các nhiện vụ ném bom trong nội chiến vào cuối thập niên 1980.

#### Bỉ và Hà Lan
Không quân Bỉ mua 112 chiếc Hunter F.4 từ năm 1956 tới 1957 nhằm thay thế Gloster Meteor F.8. Chúng còn được chế tạo theo giấy phép ở cả Bỉ và Hà Lan trong một chương trình hợp tác giữa hai nước, ngoài ra còn được Hoa Kỳ tài trợ. SABCA và Avions Fairey đã chế tạo 64 chiếc ở Bỉ và thêm 48 chiếc khác do Fokker chế tạo ở Hà Lan. Hunter được trang bị cho các không đoàn số 1, 3 và 9, nhưng không phục vụ lâu. Không đoàn 1 đã thay thế Hunter bằng Avro Canada CF-100 Canuck vào năm 1958 và sau đó Hunter cũng bị loại bỏ dần.
Chính phủ Bỉ và Hà Lan sau đó đã yêu cầu cải tiến Hunter F.6, không đoàn số 1, 7 và 9 của Không quân Bỉ đã nhận được 112 chiếc do Fokker chế tạo từ năm 1957 tới 1958. Dù được chế tạo ở Hà Lan, nhưng 29 chiếc lại được lắp ráp tại nhà máy SABCA và 59 chiếc khác tại Avions Fairey ở Bỉ, chúng được trang bị cho không đoàn 7 và 9. Không đoàn 9 giải thể năm 1960, năm 1963 các phi đoàn Hunter của không đoàn 7 cũng bị giải thể. Một số lượng lớn Hunter cũ được bán cho hãng Hawker Aircraft và được tân trang lại rồi bán cho Ấn Độ và Iraq, một số lượng nhỏ hơn được bán cho Chile, Kuwait và Liban.

#### Trung Đông
Từ năm 1964 đến 1975, cả Anh và Pháp đều cung cấp một số lượng đáng kể vũ khí, gồm cả máy bay Hunter cho Iraq. Hunter hoạt động hiệu quả hơn khi đối phó với hoạt động du kích ở Iraq so với các máy bay MiG của Liên Xô. Năm 1967, Hunter thuộc Không quân Iraq đã tham chiến trong Chiến tranh 6 ngày nổ ra giữa Israel và các quốc gia Ả Rập xung quanh. Trong Chiến tranh Tiêu hao, Hunter của Iraq được đặt căn cứ ở Ai Cập và Syria. Khi một chiếc Hunter cất cánh từ căn cứ không quân H3 của Iraq, do trung úy Saiful Azam điều khiển (đây là phi công trao đổi từ Không quân Pakistan), đã bắn hạ 2 máy bay phản lực của Israel trong đó có một chiếc Mirage IIIC. Không quân Hoàng gia Jordan cũng tham gia các phi vụ, nhưng hầu hết Hunter của Jordan đã bị phá hủy trên mặt đất vào ngày đầu tiên của Chiến tranh 6 ngày. Sau đó Jordan đã phải mua thêm Hunter từ Anh và Ả Rập Xê Út.
Không quân Liban sử dụng Hawker Hunter từ năm 1958. Một chiếc Hunter của Liban đã bắn rơi một chiếc máy bay phản lực của Israel trên bầu trời Kfirmishki vào đầu thập niên 1960; phi công Israel đã bị quân đội Liban bắt giữ làm con tin. Một chiếc Hunter của Liban cũng bị Không quân Israel bắn rơi vào ngày đầu tiên trong Chiến tranh 6 ngày. Trong Nội chiến Liban, nhưng chiếc Hunter cũng được sử dụng thường xuyên, đến thập niên 1980 chúng dần ngừng hoạt động và đưa vào niêm cất.
Tháng 8/2007, Lực lượng vũ trang Liban đã có kế hoạch đưa Hunter trở lại hoạt động khi xung đột Liban 2007 nổ ra, chúng sẽ được dùng để tiêu diệt các chiến binh Fatah al-Islam đóng quân trong trại Nahr el-Bared ở phía bắc Tripoli. Tuy nhienem chương trình bị trì hõa do thiếu phụ tùng thay thế. Ngày 12/11/2008, không quân Liban đã đưa Hunter trở lại hoạt động vào trang bị 50 năm sau ngày nó được đưa vào trang bị. Hunter đã tham gia vào các cuộc tập trận quân sự như cuộc tập trận diễn ra ngày 12/7/2010.

#### Nam Mỹ
Chile mua Hunter từ Anh vào thập niên 1960 để trang bị cho Không quân Chile. Giao hàng hoàn thành năm 1971, Hunter được sử dụng trong cuộc đảo chính năm 1973 lật đổ tổng thống theo tư tưởng chủ nghĩa xã hội Salvador Allende vào ngày 11/9/1973. Những người lãnh đạo cuộc đảo chính ra lệnh cho Hunter dời đến Talcahuano ngày 10/9. Buổi sáng ngày 11/9, chúng được sử dụng để ném bom xuống dinh tổng thống, nhà tổng thống Allende ở Santiago, và các đài phát thanh truyền hình trung thành với chính phủ.
Việc mua Hunter của Chile có thể là một nhân tố trong quyết định mua Hunter của Không quân Peru. Anh đã bán cho Peru, nhưng sau đó nổ ra các tranh cãi chính trị về chính phủ Anh sau cuộc đảo chính ở Chile, dù vậy Anh vẫn bán Hunter cho Peru để duy trì khái niệm cân bằng khu vực của mình.

#### Thụy Điển

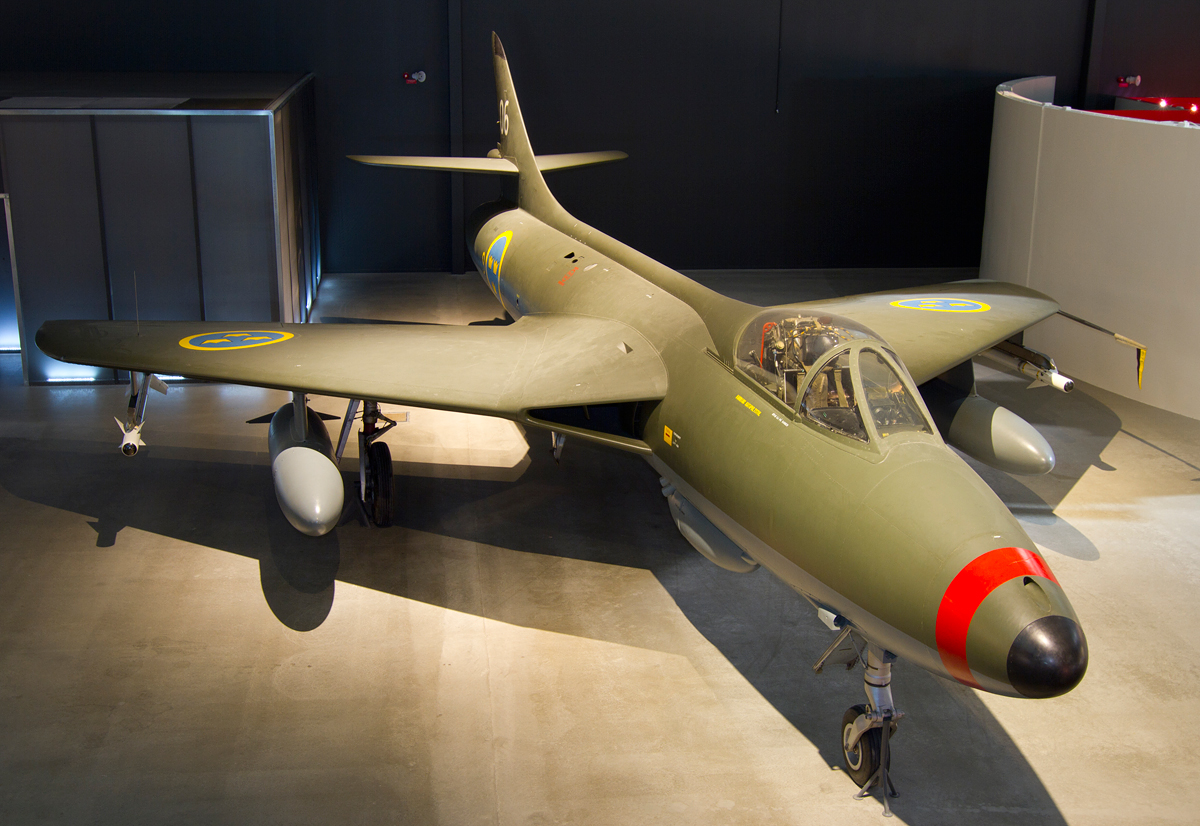
J34 Hunter của Thụy Điển trưng bày tại Bảo tàng Không quân Thụy Điển

Đầu thập niên 1950, Không quân Thụy Điển cần một máy bay đánh chặn các máy bay ném bom của đối phương trên độ cao lớn, loại máy bay mới cần phải bay cao hơn loại tiêm kích xương sống của không quân là J 29 Tunnan. Một hợp đồng 120 chiếc Hawker Hunters Mk 50 (tương đương với Mk 4) đã được ký vào ngày 29/6/1954 và chiếc đầu tiên được giao vào ngày 26/8/1955. Hawker Hunters Mk 50 được định danh lại là J 34 và trang bị cho các không đoàn F 8 và F 18 bảo vệ Stockholm. J 34 trang bị 4 pháo 30 mm (1,18 in) và 2 tên lửa Sidewinder. Đội biểu diễn hàng không Acro Hunters của không quân Thụy Điển cũng dùng 5 chiếc J 34 trong thập niên 1950. J 34 đã dần dần bị thay thế bởi loại J 35 Draken siêu âm và J 34 được chuyển tới các không đoàn khác là F 9 ở Gothenburg và F 10 ở Ängelholm trong thập niên 1960.
Một đề án cải tiến hiệu năng của J 34 đã được thực hiện, chúng được lắp động cơ đốt tăng lực do Thụy Điển thiết kế vào năm 1958. Động cơ mới có lực đẩy cao nhưng vẫn không làm cải thiện hiệu năng tổng thể của máy bay, nên đề án đã bị hõa lại, sau đó J 34 nghỉ hưu năm 1969.

## Quốc gia sử dụng

### Quân sự

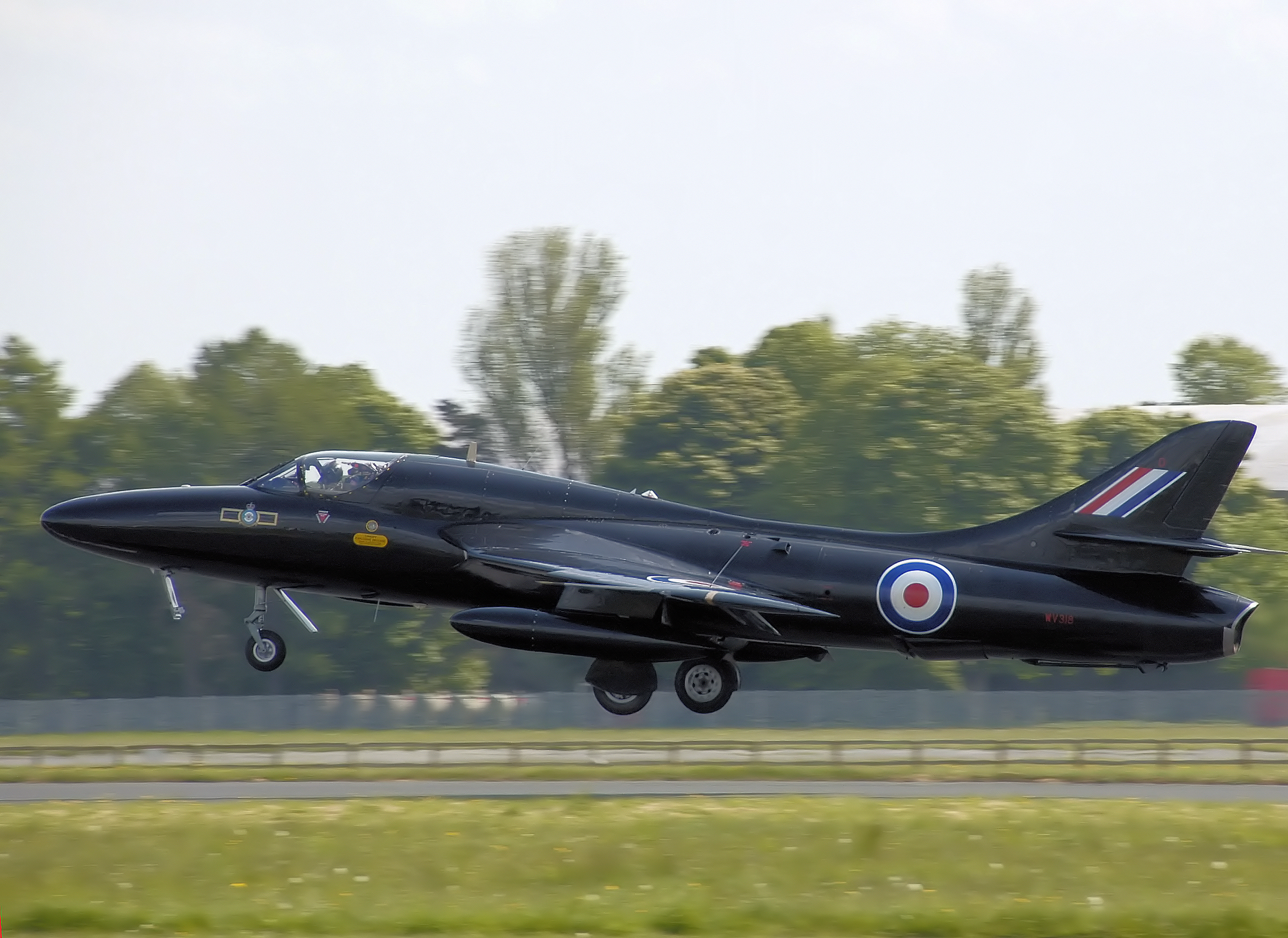
Hunter T7A cũ của RAF nay thuộc sở hữu tư nhân tại Sân bay Kemble, Anh

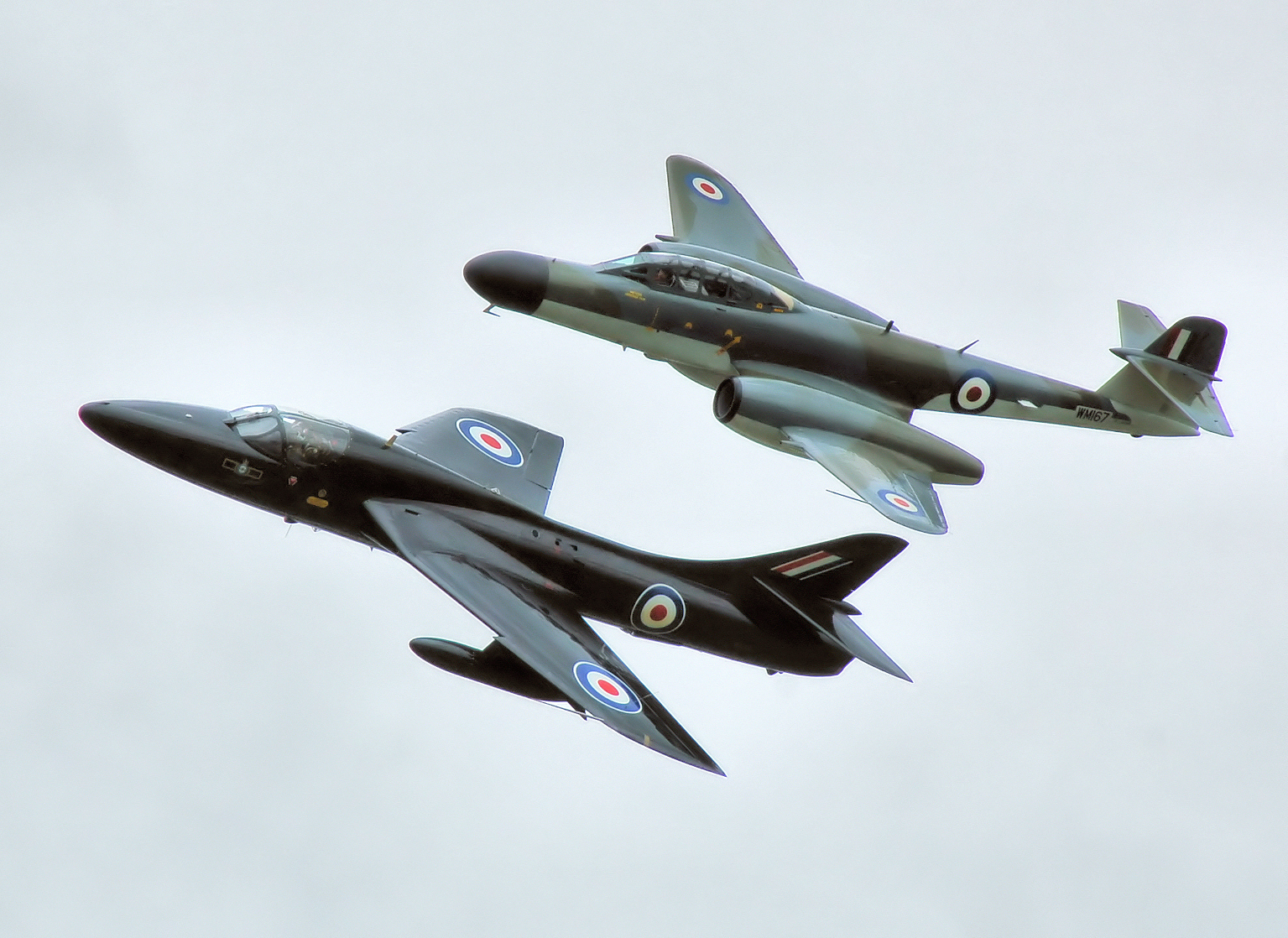
Gloster Meteor NF11 bay cùng Hawker Hunter T7A tại Triển lãm hàng không Kemble 2009

- Abu Dhabi[83]
- Bỉ
- Chile
- Đan Mạch[84]
- Iraq
- Ấn Độ
- Jordan
- Kenya[85]
- Kuwait[85]
- Liban
- Hà Lan
- Oman[86]
- Perú
- Qatar[87]
- Rhodesia
- Ả Rập Xê Út
- Singapore
- Somalia
- Thụy Điển
- Thụy Sĩ
- Anh Quốc
- Zimbabwe

### Dân sự
Apache Aviation
- Trụ sở ở Istres miền nam nước Pháp. Có 3 chiếc (2 chiếc một chỗ và 1 chiếc hai chỗ).[88]

Delta Jets
- Trụ sở ở Sân bay Kemble gần Cirencester, Anh có 3 chiếc Hunter.[89]

Dutch Hawker Hunter Foundation.
- Sử dụng 1 chiếc Hunter T.8C hai chỗ trong màu sơn cũ của RNLAF và một chiếc Hunter F.6A một chỗ sơn màu và biểu tượng của Hà Lan. Hunter T.8C và F.6A trú tại Căn cứ Không quân Leeuwarden ở Hà Lan.[90]

Embraer
- Sử dụng 1 chiếc Hunter T.72 cũ của Không quân Chile.[91]

Hawker Hunter Aviation.
- Đóng căn cứ tại RAF Scampton, sử dụng một phi đội gồm 12 chiếc Mk 58 và 3 chiếc hai chỗ (T.7 và T.8), cũng như những máy bay khác.[92]

Hunter Flying Ltd.
- Đóng tại Sân bay quốc tế Exeter ở Anh, Hunter Flying Ltd duy trì 15 chiếc t Hunter.[93]

Lortie Aviation Inc.
- Công ty này (trước kia là Northern Lights Combat Air Support) có trụ sở tại Quebec City, Canada, sở hữu và vận hành 12 chiếc 12 Hunter (chủ yếu là phiên bản F.58 cũ của Thụy Sĩ) cho các phi vụ hợp tác cùng quân đội như huấn luyện FAC training, kiểm chuẩn radar, mô phỏng tên lửa và mục tiêu radar.[94]

Thunder City
- Có 7 chiếc Hunter trụ sở tại Thunder City ở Sân bay quốc tế Cape Town, Nam Phi.[95]

## Tính năng kỹ chiến thuật (Hunter F.6)
Dữ liệu lấy từ The Great Book of Fighters

### Đặc điểm riêng
- Tổ lái: 1
- Chiều dài: 45 ft 11 in (14.00 m)
- Sải cánh: 33 ft 8 in (10.26 m)
- Chiều cao: 13 ft 2 in (4.01 m)
- Diện tích cánh: 349 ft² (32.42 m²)
- Trọng lượng rỗng: 14,122 lb (6,405 kg)
- Trọng lượng có tải: 17,750 lb (8,050 kg)
- Trọng lượng cất cánh tối đa: 24,600 lb (11,158 kg)
- Động cơ: 1 động cơ tuabin Rolls-Royce Avon 207, lực đẩy 10,145 lbf (45.13 kN)

### Hiệu suất bay
- Vận tốc cực đại: Mach 0.94, 620 kn (715 mph, 1,150 km/h)
- Bán kính chiến đấu: 385 hải lý (445 dặm, 715 km)
- Tầm bay: 1,650 hải lý (1,900 dặm, 3,060 km) với thùng nhiên liệu ngoài
- Trần bay: 50,000 ft (15,240 m)
- Vận tốc lên cao: 17,200 ft/min (87.4 m/s)
- Lực nâng của cánh: 51.6 lb/ft² (251.9 kg/m²)
- Lực đẩy/trọng lượng: 0.56

### Vũ khí
- 4 pháo ADEN 30 mm
- 4 giá treo mang được 7,400 lb (3,400 kg) vũ khí gồm:
  - Rocket: 4 thùng nhiên rocket Matra (mỗi thùng có 18 quả rocket SNEB 68 mm (2.68 in)) hoặc 24 rocket Hispano SURA R80 80 mm (3.15 in) [97]
  - Tên lửa: 4 tên lửa không đối không AIM-9 Sidewinder hoặc 4 tên lửa không đối diện AGM-65 Maverick
  - Bom
  - 2 thùng nhiên liệu treo ngoài

### Hệ thống điện tử
- Radar Ekco Ranging

### Máy báy có cùng sự phát triển
- Hawker Sea Hawk
- Hawker P.1052
- Hawker P.1081

### Máy báy có tính năng tương đương
- Dassault Super Mystère
- F-100 Super Sabre
- Mikoyan MiG-17